# Charles Clark (Musiker)
Charles E. Clark (* 11. März 1945 in Chicago, Illinois; † 15. April 1969 ebenda) war ein US-amerikanischer Jazz-Bassist und Cellist.
Clark studierte klassisches Bass-Spiel und war erster Bassist beim Chicago Symphony Orchestra. Bei Wilbur Ware hatte er dann Unterricht im Spiel des Jazz-Basses. 1963 begann er als Profimusiker in der Chicagoer Jazzszene zu arbeiten, zunächst in der experimentellen Bigband von Muhal Richard Abrams. Clark gehört auch 1965 zu den Gründungsmitgliedern der Association for the Advancement of Creative Musicians (AACM) und arbeitete außerdem mit den Gruppen im Umfeld des AACM, die von Abrams, Joseph Jarman und Leroy Jenkins geleitet wurden. Daneben gehörte der dem Chicago Civic Orchestra, dem Trainingsorchester des Chicago Symphony Orchestra an. Nach einer Orchesterprobe erlitt er eine Intrazerebrale Blutung und verstarb wenig später.
Das Magazin Down Beat lobte die „Kraft und jugendliche Überschwenglichkeit seines Spiels“.

## Diskographische Hinweise
- Muhal Richard Abrams: Levels and Degrees of Light (Delmark, 1968)
- Joseph Jarman: As If It Were The Seasons (Delmark, 1968)